# Beeston with Bittering
Beeston with Bittering is een civil parish in het bestuurlijke gebied Breckland, in het Engelse graafschap Norfolk met 566 inwoners.